# 安東尼斯米爾 (密蘇里州)
安東尼斯米爾（英語：Anthonies Mill）是位於美國密蘇里州華盛頓縣的非建制地區。

## 歷史
安東尼斯米爾的郵局於1901年設立，其後於1955年停運。當地於1925年共有人口26人。

## 地理
安東尼斯米爾所處的海拔為高於海平面217米（即712英呎），而該地所採用的時區為UTC-6，即北美中部時區（CST）。同時該地設有夏令時間，為UTC-6調快一小時，即UTC-5（CDT）。